# Llista de topònims de Benavent de Segrià
Llista de topònims (noms propis de lloc) del municipi de Benavent de Segrià, al Segrià
Informació actualitzada per un bot. Els canvis manuals es perdran quan s'actualitzi!

## granja
| imatge | Nom                    | Ubicat a           | instància de | Detalls | coordenades                                                          | Protecció | Commons (més fotos) | Dades a WD                    |
| ------ | ---------------------- | ------------------ | ------------ | ------- | -------------------------------------------------------------------- | --------- | ------------------- | ----------------------------- |
|        | Granges de l'Espinet   | Benavent de Segrià | granja       |         | 41° 41′ 50″ N, 0° 38′ 12″ E / 41.6971446639311°N,0.636744635992721°E |           |                     | Modifica les dades a Wikidata |
|        | Granges del Gallego    | Benavent de Segrià | granja       |         | 41° 41′ 41″ N, 0° 38′ 33″ E / 41.6948142561705°N,0.642549742421649°E |           |                     | Modifica les dades a Wikidata |
|        | Granges del Gener      | Benavent de Segrià | granja       |         | 41° 41′ 32″ N, 0° 39′ 01″ E / 41.6922173650327°N,0.650310700276405°E |           |                     | Modifica les dades a Wikidata |
|        | Granja de l'Hortet     | Benavent de Segrià | granja       |         | 41° 41′ 40″ N, 0° 37′ 04″ E / 41.6943376841293°N,0.617705667727288°E |           |                     | Modifica les dades a Wikidata |
|        | Granja del Batista     | Benavent de Segrià | granja       |         | 41° 42′ 00″ N, 0° 38′ 47″ E / 41.6998742220867°N,0.646426672329671°E |           |                     | Modifica les dades a Wikidata |
|        | Granja del Lluís       | Benavent de Segrià | granja       |         | 41° 42′ 16″ N, 0° 38′ 43″ E / 41.704532065503°N,0.645187112263877°E  |           |                     | Modifica les dades a Wikidata |
|        | Granja del Miquelet    | Benavent de Segrià | granja       |         | 41° 41′ 16″ N, 0° 39′ 06″ E / 41.6878574094129°N,0.651586833095177°E |           |                     | Modifica les dades a Wikidata |
|        | Granja del Pastisser   | Benavent de Segrià | granja       |         | 41° 41′ 13″ N, 0° 38′ 01″ E / 41.6868315851713°N,0.633638005927725°E |           |                     | Modifica les dades a Wikidata |
|        | Granja del Ramon Tomàs | Benavent de Segrià | granja       |         | 41° 41′ 33″ N, 0° 37′ 30″ E / 41.6926082398016°N,0.625087172248111°E |           |                     | Modifica les dades a Wikidata |
|        | Granja del Teixiner    | Benavent de Segrià | granja       |         | 41° 42′ 05″ N, 0° 37′ 08″ E / 41.701460043407°N,0.618932827010627°E  |           |                     | Modifica les dades a Wikidata |

## masia
| imatge | Nom               | Ubicat a           | instància de | Detalls | coordenades                                                          | Protecció | Commons (més fotos) | Dades a WD                    |
| ------ | ----------------- | ------------------ | ------------ | ------- | -------------------------------------------------------------------- | --------- | ------------------- | ----------------------------- |
|        | Cal Gòrio         | Benavent de Segrià | masia        |         | 41° 41′ 31″ N, 0° 37′ 57″ E / 41.6918327466578°N,0.63245731570811°E  |           |                     | Modifica les dades a Wikidata |
|        | Mas de Paralets   | Benavent de Segrià | masia        |         | 41° 42′ 04″ N, 0° 38′ 14″ E / 41.701197586951°N,0.63731257192469°E   |           |                     | Modifica les dades a Wikidata |
|        | Torre de Carrulla | Benavent de Segrià | masia        |         | 41° 40′ 59″ N, 0° 39′ 02″ E / 41.6829341413356°N,0.650420375772756°E |           |                     | Modifica les dades a Wikidata |
|        | Torre del Coll    | Benavent de Segrià | masia        |         | 41° 40′ 58″ N, 0° 38′ 48″ E / 41.6827246851364°N,0.646787745943195°E |           |                     | Modifica les dades a Wikidata |
|        | Torre del Llord   | Benavent de Segrià | masia        |         | 41° 40′ 56″ N, 0° 39′ 27″ E / 41.682225064728°N,0.65759448550474°E   |           |                     | Modifica les dades a Wikidata |
|        | Torre del Magrí   | Benavent de Segrià | masia        |         | 41° 41′ 24″ N, 0° 37′ 57″ E / 41.6899603661877°N,0.632501976889543°E |           |                     | Modifica les dades a Wikidata |
|        | Torre del Pilar   | Benavent de Segrià | masia torre  |         | 41° 40′ 51″ N, 0° 38′ 43″ E / 41.6807°N,0.645239°E 191 msnm          |           |                     | Modifica les dades a Wikidata |
|        | Vilaltella        | Benavent de Segrià | masia        |         | 41° 41′ 33″ N, 0° 39′ 12″ E / 41.692518169422°N,0.65325086579925°E   |           |                     | Modifica les dades a Wikidata |
|        | Xalets del Remato | Benavent de Segrià | masia        |         | 41° 41′ 30″ N, 0° 39′ 32″ E / 41.6917797085969°N,0.658869821948964°E |           |                     | Modifica les dades a Wikidata |

## Misc
| imatge | Nom                                     | Ubicat a           | instància de                                   | Detalls                     | coordenades                                                       | Protecció                                  | Commons (més fotos)             | Dades a WD                    |
| ------ | --------------------------------------- | ------------------ | ---------------------------------------------- | --------------------------- | ----------------------------------------------------------------- | ------------------------------------------ | ------------------------------- | ----------------------------- |
|        | Alendir                                 | Benavent de Segrià | despoblat                                      |                             |                                                                   |                                            | Benavent de Segrià              | Modifica les dades a Wikidata |
|        | Benavent de Segria                      | Benavent de Segrià | vèrtex geodèsic                                |                             | 41° 41′ 45″ N, 0° 37′ 58″ E / 41.695709°N,0.632728°E 262.901 msnm |                                            |                                 | Modifica les dades a Wikidata |
|        | Benavent de Segrià                      | Benavent de Segrià | entitat singular de població capital municipal | 1571 hab                    | 41° 41′ 46″ N, 0° 38′ 01″ E / 41.69615°N,0.63365°E 222 msnm       |                                            |                                 | Modifica les dades a Wikidata |
|        | Sant Joan de Benavent de Segrià         | Benavent de Segrià | església                                       | Estil: arquitectura barroca | 41° 41′ 45″ N, 0° 37′ 58″ E / 41.69574°N,0.632728°E               | bé integrant del patrimoni cultural català | Sant Joan de Benavent de Segrià | Modifica les dades a Wikidata |
|        | casa consistorial de Benavent de Segrià | Benavent de Segrià | casa consistorial                              |                             | 41° 41′ 40″ N, 0° 38′ 04″ E / 41.6944802°N,0.6345222°E            |                                            |                                 | Modifica les dades a Wikidata |